# Charles (football, 1985)
Pour les articles homonymes, voir Charles.
Charles Fernando Basílio da Silva, surnommé Charles, né le 14 février 1985 à Rio de Janeiro, est un footballeur brésilien évoluant au poste de milieu de terrain.